# Пойма реки Атманай
Пойма реки Атманай — орнитологический заказник местного значения на территории Акимовского района (Запорожская область, Украина).

## История
Заказник был создан Решением Запорожского областного совета от 25.12.2001 года №5.

## Описание
Заказник создан с целью охраны, сохранения, возобновления и рационального использования ценных природных комплексов.
Занимает большую часть поймы реки Атманай — на территории Атманайского сельсовета за границами населённых пунктов, что северо-восточнее села Новое. Южнее примыкает заказник Сивашик (часть и заповедная зона Приазовского НПП).